# Begraafplaats van Le Cateau-Cambrésis
De Begraafplaats van Le Cateau-Cambrésis is een gemeentelijke begraafplaats gelegen in de Franse plaats Le Cateau-Cambrésis (Noorderdepartement). Ze ligt 550 meter ten zuidoosten van het stadscentrum (gemeentehuis) langs de Rue de Fesmy.
Ik de gemeente bevinden zich ook de Deutscher Soldatenfriedhof Le Cateau, de Highland Cemetery (Le Cateau), de Le Cateau Military Cemetery en de Quietiste Military Cemetery.

## Britse oorlogsgraven
Op de begraafplaats liggen twee Britse militaire perken met gesneuvelden uit de Eerste Wereldoorlog. Deze perken werden ontworpen door William Cowlishaw en liggen aan de zuidoostelijke zijde van de begraafplaats. Eén perk heeft een onregelmatige vorm en wordt omgeven door een haag. Het Cross of Sacrifice staat hier links van de toegang en een Duitse herdenkingszuil ter ere van de Duitse, Franse en Britse gesneuvelden staat er recht tegenover. Het tweede perk ligt iets zuidelijker van het eerste en bestaat uit 2 afzonderlijke rijen grafzerken. De graven worden onderhouden door de Commonwealth War Graves Commission en zijn daar geregistreerd als Le Cateau Communal Cemetery.
Er liggen 151 gesneuvelden waarvan 50 niet meer geïdentificeerd konden worden. In een massagraf liggen 22 geïdentificeerde en 48 niet geïdentificeerde slachtoffers. Zij worden met een Duhallow Block herdacht.

### Geschiedenis
Le Cateau en de streek ten westen ervan was op 26 augustus 1914 het toneel van een hevige strijd tussen het Britse II Corps en een qua getalsterkte superieure Duitse legermacht. Vanaf dan tot 10 oktober 1918 bleef de stad in Duitse handen. Er was een eindstation en een belangrijk hospitaal gevestigd. Het 5th Connaught Rangers bestormde de stad maar de Duitse bezetters hielden stand en pas een week later kon de plaats ontzet worden. De begraafplaats werd door de Duitsers gebruikt om Britse soldaten die gesneuveld waren in augustus en september 1914 te begraven (70 van hen liggen in het perk III). De Britten begroeven er hun doden uit de laatste drie maanden van 1918. In 1922 werden 65 Duitse doden naar een Duitse begraafplaats overgebracht.
Er liggen 136 Britten, 2 Canadezen en 13 Australiërs begraven.

### Onderscheiden militairen
- William Steward Ironside, majoor bij de Royal Field Artillery werd onderscheiden met de Distinguished Service Order en het Military Cross (DSO, MC).
- Alfred John Reginald Gregory, majoor bij de Royal Garrison Artillery werd onderscheiden met de Distinguished Service Order (DSO).
- A. F. Raffin, kapitein bij het Devonshire Regiment, Edward Stanley Lloyd, luitenant bij de Royal Field Artillery en A. B. Cullerne onderluitenant bij de Queen's Own (Royal West Kent Regiment) werden onderscheiden met het Military Cross (MC).
- Robert George Wills, onderluitenant bij de Royal Engineers werd onderscheiden met het Military Cross en de Military Medal (MC, MM).
- kanonnier T. A. Workman en korporaal William James Thomas Kelly ontvingen de Military Medal (MM).